# Arassari

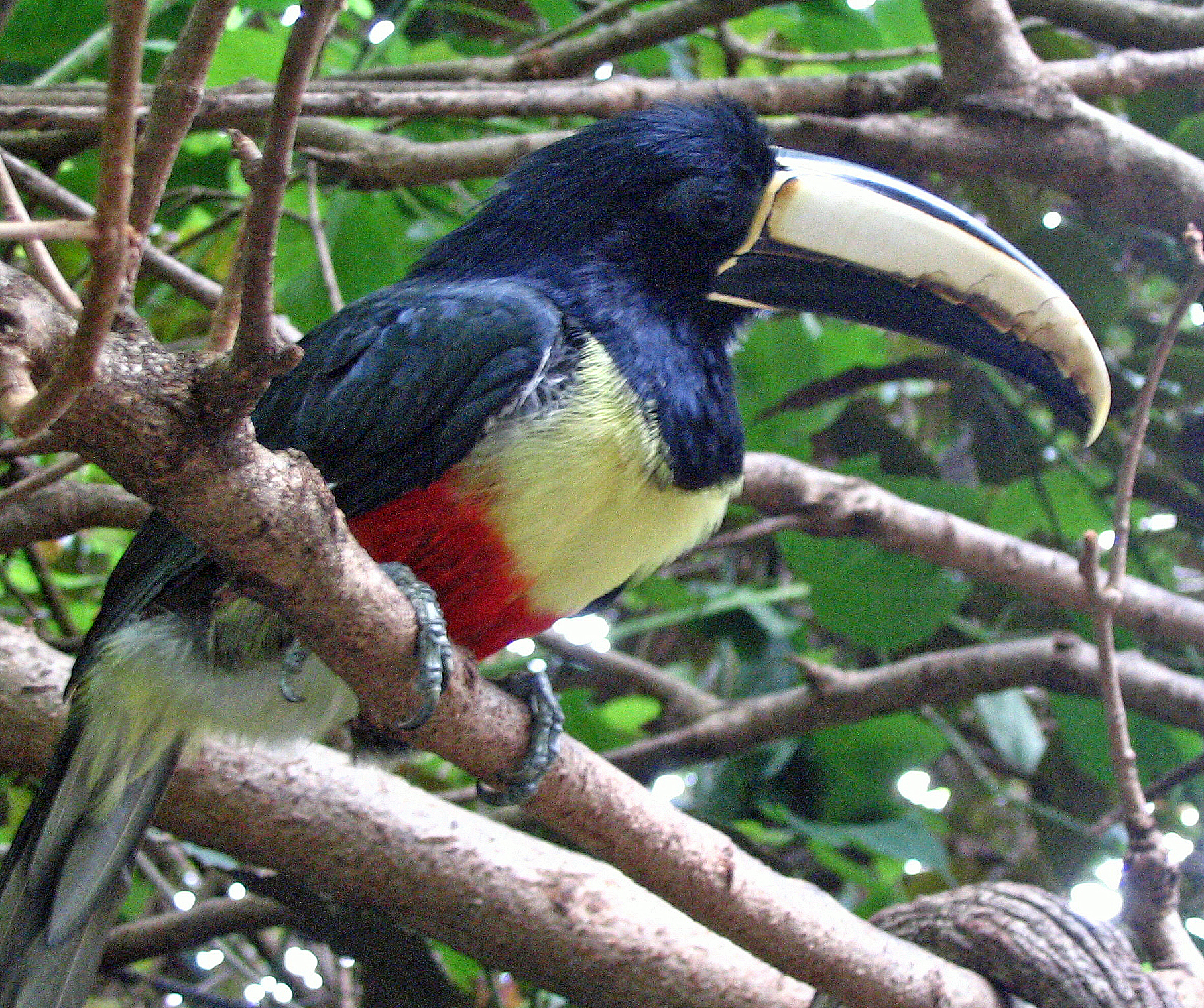
Der Schwarzkehlarassari (Pteroglossus aracari) trägt die Bezeichnung auch als Artepitheton

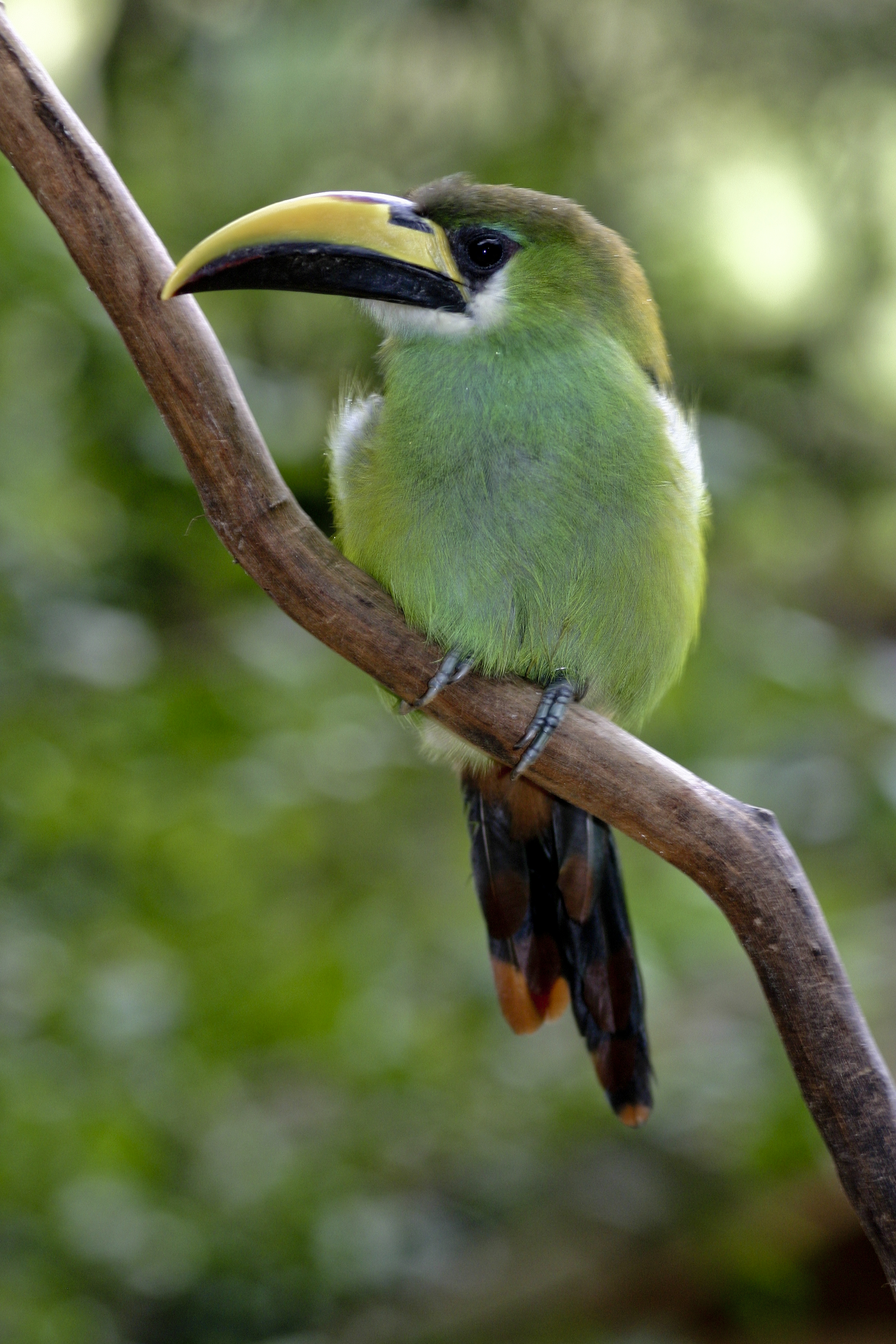
Laucharassari (Aulacorhynchus prasinus)

Als Arassari (portugiesisch Araçari) bezeichnet man relativ kleine Tukane. Der Begriff kommt aus den Tupí-Guaraní-Sprachen und bezeichnet Vögel, die Früchte namens Araçá (von bestimmten Guaven und einigen anderen Vertretern der Myrtengewächse) fressen.
Die im Deutschen Arassari genannten Tukane gehören zu drei Gattungen:
- die Schwarzarassaris (Pteroglossus),
- die Grünarassaris (Aulacorhynchus) und
- die meisten Kurzschnabeltukane (Selenidera)